# あそびにいくヨ!
『あそびにいくヨ！』（Cat Planet Cuties）は、神野オキナによる日本のライトノベルおよびそれを原作としたメディアミックス作品。イラストは放電映像（1 - 14巻）と西E田（15 - 20巻）が担当。MF文庫J（メディアファクトリー→KADOKAWA）より2003年10月から2015年2月まで刊行された。
『月刊コミックアライブ』にて888によるコミカライズ版が2006年10月号から2014年8月号まで連載された。2010年7月から9月にかけてテレビアニメが放送された。2011年4月には本作第1巻の「ファーストコンタクト」から約2年後が描かれたスピンオフ『キャットテイル・アウトプット!』が発表された。

## あらすじ
嘉和騎央は、沖縄に住むごく普通の高校1年生。彼は一族の5番目の長老の初命日で、父とビールを飲んでいる猫耳の少女に出会う。彼女はエリスと名乗って、自分は宇宙人のキャーティア人であり、調べものついでに遊びにきたという。次第に秘密組織・政府・狂信者などが彼女の捕獲・殺害を狙い、騎央は彼女を守るために未知の領域へと足を踏み出す。

## 登場人物
声は、テレビアニメ / ジェネオンエンタテインメント版ドラマCDの順で表記。

### 主人公・ヒロイン
嘉和 騎央（かかず きお）
声 - 田村睦心 / 三瓶由布子
本作の主人公。市立牧志高校の1年生で、映像部に所属している。基本的に気弱な性格のメガネっ子で、オタク趣味と平凡を絵に描いたような少年である。極めて酒に弱い体質。父親とはまったく似ていないため、100%母親似だと言われたりしている。
思い込んだら爆走する一面を持つ。のちにそのベクトルは、キャーティアと地球の国交を結ぶことへ向けられている。外交官としての能力は低いが、発想力と応用力があり、奇想天外な作戦で幾度も窮地を乗り越えている。
基本的にはお人好しで思ったことを行動に移す実行力があり、素人ながら銃器を持った相手に立ち向かう勇敢な面もある。
キャーティアとのファーストコンタクターでもある騎央の家はキャーティア臨時大使館（後に大使館職員宿舎を兼ねる）となっており、両親がめったに帰宅しないため、彼自身がオーナーとなっている。
エリス
声 - 伊藤かな恵 / 川澄綾子
本作のヒロインの一人。赤毛に金のメッシュが入った髪で、背も高くスタイル抜群。2年前から地球に対して送り続けているメッセージの返信がない理由を調査するため、母船から派遣されたキャーティアの上陸調査員。
地球上陸出発の際に食料を積み忘れてしまい、飢え死にしかけたところを嘉和家の飼い猫であるアウラに助けられ、そのまま騎央の家に居候することになる。当初は調査だけで終わるはずだったが、彼女の送った「やきにく」の味覚データがきっかけで本部が国交を決断したため、現地駐在員として正式に居座ることになる。外交官としての能力も高い。騎央を気に入っており、「発情期」の際の「つがい」にしようと思っている。
チャイカの配慮で「現地の学術機関の調査」という名目で騎央の学校の同じクラスに転校し、映像部にも入部している。物心付いた時から船から船への生活だったので、地球での暮らしを大切に思っている。本気で怒ると怖いという一面もある。
双葉 アオイ（ふたば アオイ）
声 - 花澤香菜 / 能登麻美子
本作のヒロインの一人。騎央のクラスメイトで、華奢な外見の眼鏡をかけた美少女。おとなしい性格だが、実は重度のマイナーな邦画マニアであり、それがきっかけで意気投合した騎央へ恋愛感情を抱いている。
実はかつて入国管理局特別室に所属する非合法工作員だった。「紅葉」（もみじ）のコードネームを持つ世界有数の凄腕戦闘員であるが、どんな死地からも常に無傷で生還する強運などから実際には「悪縁紅葉」（あくえんもみじ）や「悪運紅葉」（あくうんもみじ）と呼ばれ、畏怖されている。超人的な身体能力に加え、半径50m以内の任意の場所から物体を取り寄せる特殊能力「物質出納」（アポーツ）を持つ。
元々、任務に忠実で非情な人間兵器として機械のように育てられたため、誰とも関わらないように生きてきたが、騎央との出会いによってそれは大きく変化してきている。
金武城 真奈美（きんじょう まなみ）
声 - 戸松遥 / 豊口めぐみ
本作のヒロインの一人。騎央の家の向かい隣に住み、同じ高校へ通っている幼馴染で、校内では抜群の容姿を持つ美人として知られている。隠れガンマニアでもある。
CIAの現地協力員である父親の仕事を幾度も手伝っているため、セミプロながらもかなりの実力の持ち主で、並のエージェントでは歯が立たない。自身はCIA本職を志望していたが、テスト任務でエリスを捕獲することになった際、それへの罪悪感と裏世界の非情さから断念する。キャーティア臨時大使館の護衛官となってからは、アオイとチームを組んで戦っている。
騎央に対しては幼馴染ゆえにからかったり悪態を突いたりもするが、異性としての意識は満更でもない模様で、恥じらいの表情を浮かべてしまうこともある。
容姿や性格とは裏腹に大人びた一面があり、アオイの騎央への恋を見守っている。

### 地球人

#### モルフェノス財団
アントニア
声 - 野水伊織 / 齋藤彩夏
本名は「アントニア・リリモニ・ノフェンデラス・パパノーガス・アレクロテレス・クノーシス・モルフェノス」。大財閥の創始者の孫娘で、「子猫の足裏」通称「猫耳教団」の教祖をしている。
地球上の富の1割を所有するとされるほどの資産家である。ギリシャ系アメリカ人だが、亡き祖父の配慮で現在は無国籍人。それゆえに、すべての方面に力を発揮できる天才の資質を持ちながらも「何一つしてはいけない」義務を負い、退屈と絶望を紛らわすために「猫耳教団」を設立する。教祖として活動する最中にキャーティアが来訪し、その臨時代表者のエリスの姿に心奪われ、「御神体」として拉致同然のやり方で連れてくるも、エリスの優しさに触れ、以降はキャーティアの重要な協力者となる。適正年齢でないにもかかわらず、金の力で護衛の摩耶、サラと一緒に騎央のクラスに転校してきた。映像部にも所属しているが、理由はもちろんエリスがいるからである。
摩耶（まや）
声 - 石塚さより / 小林沙苗
モルフェノス家メイド部隊の長を務める女性。モデル張りの美貌の持ち主だが、顔に一筋の傷跡がある。わずか12歳にして結婚前のアントニアの母親の侍女を務め、彼女の亡き後、忘れ形見であるアントニアにとっては母であり姉である女性。しかし、ロシア将校のミハイナ・アリシュコワ（声：北西純子）と貸し借りがあったりするなど、その素性は謎に包まれている。思考回路がアントニアを中心に回っており、彼女の命令なら核戦争すら平気で起こすと言われている。地球人でありながら恐るべき戦闘力を持ち、その実力は素振り用木刀1本で軍の一個大隊を壊滅させるほどである。アントニアに八つ当たりされる時のみ、Mになる。
外伝作品『キャットテイル アウトプット』3巻末にて摩耶の実弟が同作の主人公の一人である七文字 綴であることが判明。
サラ
声 - 渡辺明乃 / 佐藤ゆうこ
摩耶の部下であり、メイド部隊の副隊長を勤める隻眼の美女で、通称「鬼の副長」。女性を入れないことで有名なSASに特例で入隊した当代無二の実力者だが、かわいいものに目がなく、「子猫の足裏」に入団したところを摩耶に引き抜かれる。普段は摩耶の片腕を担う優秀な人材だが、半径100メートル以内に1つでもかわいいものがあると、あっという間に「溶けて（崩れて）」役に立たなくなる。
西原 ゆき（にしはら ゆき）
騎央のクラスメイトで真奈美の友人。アントニアと共に「転校」してきた摩耶に憧れていたが、その気持ちを曲解されてモルフェノス家のメイド部隊候補生にされてしまう。不純な動機から始まったメイド生活であるが、本人は並の人間なら三日で逃げ出すモルフェノス家の訓練にどんどん適応していっており、「仕える者」としての資質を摩耶に見込まれている。同じ部隊候補生のターワルティ・イエルニノーワと共に「独立班」として仕えている。

#### 嘉和一族
宮城 雄一（みやぎ ゆういち）
声 - 立木文彦 / 置鮎龍太郎
騎央の叔父。アロハシャツにサングラスの見るからに怪しげな風貌。しかし、面倒見がいい。
裏社会で顔が利く人物で、横浜中華街の隅にある闇の武器屋「安善補（アン・ゼンポ）商会」のオーナーである安（あん）（声：金谷ヒデユキ）とも馴染みの間柄である。
ナベ、ウシ、カマド
嘉和一族の三長老にして重鎮の騎央の祖母。3人そろって軽く100歳を超えているが、一見するとそうは見えないくらいに元気である。当時、沖縄では「娘に家の宝物の名前を付ける」という習慣があったためにこのような名前になっている。
普段は沖縄そば屋を経営しているが、同時に民間霊能者（ユタ）でもあり、代々嘉手納基地の司令官からは畏れられている。

#### 双葉家
双葉 陣十郎（ふたば じんじゅうろう）
アオイとサヲリの父親で、華線天一流の道場主であったが、ラウヴァとの決闘に敗れてさらわれたため、地球から失踪するはめになった。
双葉 オリエ（ふたば オリエ）
アオイの母親。旧姓・多知川。アオイを特殊施設に預けた1年後に病死している。
「先見」の能力を持ち、その能力で自分の死期を悟るとともに、残されるアオイの未来を幸せに導くため、自分が彼女から恨まれるようあえてアオイを「捨てた」。
多知川 隆介（たちかわ りゅうすけ）
オリエの弟、アオイの叔父。小さなサーバ管理会社の社長をしている。オリエの遺言ビデオを保管していた。

#### 映像部
糸嘉州 マキ（いとかず マキ）
声 - 平田宏美 / 千葉紗子
騎央の担任兼映像部顧問。美人なのだが硬すぎる性格で、生徒からの受けはいまいち。26歳。
「ビューティフル・コンタクト」の組織のメンバーの1人であり、エリスを排除しようとしたが大失敗。その後、他のメンバーと共に雄一に弱みを握られたり教師として行動したりするうちに組織とは疎遠になる。
部長（ぶちょう）
声 - 真仲恵吾
本名は不明。騎央の高校の映像部の部長で3年生。「撮影」に関しては豊富な知識がある。
普久原 聡（ふくはら さとし）
声 - 粕谷雄太
映像部の部員。騎央のクラスメイト。東宝特撮マニア。
石嶺 愛子（いしみね あいこ）
声 - 仙台エリ
映像部の部員。胸は大きい。
大城 アリサ（おおしろ アリサ）
声 - 相沢舞
映像部の部員。日本人とアメリカ人のハーフ。

河崎 貴雄（かわさき たかお）
声 - 長嶝高士 / 乃村健次
映画監督。「女闘美ックアクション（めとみっくあくしょん）」と呼ばれるジャンルの権威。日本が誇る低予算映画の達人で、いかなる状況でも期日までに予定時間の映画を作ることで有名である。
スキンヘッドで筋骨隆々の大男だが、どキツイ化粧とオカマ口調の変質者。

#### 工房いちか
いちか
声 - 高垣彩陽 / 川上とも子
金髪碧眼の地球産の猫耳少女。ちゃらんぽらんでいい加減で無精者で、外見どおりのお子様な性格。
その正体は、太古から日本で行われていた人工霊能者実験の成果で、猫から仙人に神格化した霊子的存在。数千年に及ぶ修行の末、様々な仙術を使いこなし「裏庭の仙人」に昇格した。10年ほど前に日本から出ることができない制約を課されている。永く世界を見てきただけあって、たまに深いことを言ったりもする。過去にエージェントとして活動していた時期があり、「クレムリンの黒猫」と言えば現在でも裏社会の恐怖の代名詞になっている。現在は“流れの原型師”として「工房いちか」を経営して生計を立てていて、自腹でラジオのDJをしたりとオタクまみれの生活をしている。
また、前述の制約によって「日本から出られない」ことから、並行世界にチャンネルを開いて他の世界の「自分」とも交友している。
瑞慶覧 旅人（ずけらん たびと）
いちかの家主。いちかの行動や言動にたびたび振り回される。高校生時代に、いちかの編成した「対テロ特殊チーム」にいきなり入れられて、沖縄サミットの終了までの間戦わされてしまうという経歴を持つ。実はオタクでもある。
騎央や仲間達と共に「守礼皇5号（シュレイオーファイブ）」に乗って戦うことになる。騎央達と同じ高校の出身で、映像部のOB。
アロウ
本名は「アズロワ・マリエル・ツヴァーエ・ラインダム」。「アロウ」の呼び方は愛称であり、日本で声優の仕事をする上での芸名でもある。北欧ラインダム出身の美女。身長は約180cm、セミロングで金髪、モデル並のプロポーションを持つ体型。
旅人の恋人で同じ高校時代を過ごす。「特殊能力」である目を隠すため、普段はその能力を抑えるサングラスをかけている。映像部のOG。
虎鈴（こすず）
愛称は「ベル」。能天気な性格。身長は約190cm、タレ目、腰まであるロングヘアー、胸は大きい。
スタントマンの仕事をしている。旅人やアロウの後輩で、同じ高校時代を過ごす。映像部のOG。

#### スパイ・軍関係者
ジャニス・アレクトス・カロティナス・カリナート
声 - 門田幸子
ギリシャの海賊の血を引くアメリカ人で、エリスに匹敵するスタイルの持ち主のCIAエージェント。年齢23歳。
ひょうきんな性格で普段はおちゃらけているが、仕事に私情は持ち込まないクールな性格。親しい人間にはフルネームの頭文字をつなげたニックネーム「JACK（ジャック）」と呼ばせるが、嫌いな人間には長いフルネームを呼ばせる。真奈美の父親の知人であり、彼女が憧れている女性でもある。真奈美がキャーティア臨時大使館のSPになってからも、陰ながら協力してくれる。
淵東（えんどう）
声 - 鈴森勘司 / 堀川仁
「入国管理局特別交渉課」に所属。非合法工作員「紅葉」ことアオイの監視役である。
アオイにエリス捕獲を命じるも任務を放棄、離反され失敗する。その後もキャーティアに対する監視は継続中である。逆にその縁でアシストロイドとの生活体験モニターにも選ばれた。
弓真 鏡華（ゆま きょうか）
日本政府の非合法工作員。国家公安委員会と内閣調査室が共同で管理している人物である。
アオイの先輩にあたる人物で、アオイを圧倒する戦闘力を持つ。彼女の後釜となるべきアオイが抜けたため、引退期間が延びたことを根に持っている。
ロートン・ハインズ
アメリカ軍将校で階級は准将。嘉手納基地司令官。優秀な軍人で実戦経験もあるエリートである。
大統領を前にしてもジョークが飛ばせる豪胆な男だが、嘉和三長老にベトナム戦争時に取り憑かれていた悪霊を祓ってもらった際、「形容しがたい恐怖」を目の当たりにし、以来彼女達にだけは逆らってはならないと戒めている。
ジョージ・B・ホイットマン
ハインズの部下で階級は少佐。戦車好きである。単純・短絡・単細胞の筋肉バカで、命令を一切理解せずに突っ込んで行くという米軍きっての厄介者。
トニー・グリムデンバウム
ドイツ系アメリカ人にして「ビューティフル・コンタクト」日本支部のメンバーの1人。アメリカ軍の軍人で嘉手納基地に所属している。
雄一に脅されて嘉手納基地内への運転兼案内をさせらせる。恐妻家で過去に結婚記念日に5分30秒遅刻したことで、妻に離婚すると騒がれたことがある。
燃える薔薇（バーニングローズ）
本名は「ローズマリー・マルソーヤ」。元CIA特殊部隊の所属。見たものは水でさえ燃やしてしまうという「発火能力者（パイロキネシスト）」。
アリシア・マリア・ヨークシャー
SISのエージェント。通称「黒いアマリリス」。二つ名の元となったゴシック調の黒い喪服がお気に入り。元イギリス貴族の末裔。年齢16歳。
欠陥のあった心臓を改造したことで超能力が発現し、「ネジ」を巻いた回数だけ意識を加速し超スピードで動くことが可能である。

#### その他（地球人）
道術士（どうじゅつし）
本名は不明。アントニアに雇われた道術士。妙齢の女性で、着物がトレードマーク。エリスを拉致するため、最も厄介なアオイの足止めを目的として行動する。人払い結界や転送結界などを使用するなどかなり腕が立つ。
真尋（まひろ）
脳腫瘍が元で視力を失い、治療のために沖縄にやってきた少女。偶然「6号」や「定やん」と知り合い、仲良くなる。

### 宇宙人

#### キャーティア
チャイカ
声 - 寿美菜子 / 高木礼子
上陸班班長でエリスの上司。特殊能力保持者であり、普段は体内に常駐させているナノマシンで抑えている。一人称は「オレ」。鈴は銀色。髪の色はブルネット。外見は小学生ぐらいにしか見えない体躯だが、実はクーネと同い年で3児の母にして既婚者。騎央の家（キャーティア大使館）にエリスが不在の時には留守番を務める。
クーネ
声 - 井上喜久子 / 中尾衣里
キャーティアシップの艦長を務める美女。外見は20代だが100年以上生きており、人生経験も豊富。だが、以前仕事関係で恋人と気まずくなった事があるらしい。外交政策の時はしっかりしている態度をとるのだが、普段は他人の色恋沙汰にはしゃいだりする性格である。チャイカとは幼馴染。
メルウィン
声 - 豊崎愛生 / 井口裕香
歳は12周年期ながらもキャーティアシップの副艦長を務める才女。規則に対し臨機応変すぎるクーネに振り回されて、いつもため息ばかりついている苦労性の人。職務に忠実たらんと心がけているために取っ付きにくいが、中身は年頃の少女らしく恋愛ごとには興味がある。
『キャットテイル・アウトプット!』ではヒロインとして登場する。
デュレル
声 - 進藤尚美 / 伊藤静
キャーティアシップの船医。ニヒルな性格で喫煙家。鈴は赤色で、髪の色は黒髪に金のメッシュ。ボディスーツの上に地球で購入した白衣を着ている。助手としてナースの格好をしたアシストロイドを連れている。
セシミ
アシストロイドの技術者でエリスの友人。金・銀・黒の三毛猫カラー。背は高いが、胸はささやか。
セルカ
キャーティア大使館の警備主任。黒髪の長身でいつも眠そうな顔をしているが、澄ましていれば宝塚の男役風な美形。一人称は「ボク」。
チャイカの娘で三姉妹の長女。チャキチャキなチャイカの子とは思えないほど茫洋とした性格だが、根本的なところはよく似ている。幼少時の環境の影響で木工品が大好き。
ナクト
キャーティアシップ内の保育施設「とらねこ幼稚園」の保育士を務める男性のキャーティア。騎央達がキャーティア母船へ出向いた際に初めて目にするキャーティアの男性である。
レイーマ
チャイカの次女。母が外交の仕事で忙しく構ってくれない寂しさから、ラーマを連れて勝手に地球に降りる。
ラーマ
コバルトブルーの髪の幼稚園児。
チャイカの末娘。母親がお土産に持って帰る地球のアニメが大好き。「とらねこ幼稚園」に通っていて、レイーマと一緒にキャーティア母船にいる。
エリスの両親
本名は不明。父親は背が高く、金色の髪と尻尾。職業はキャーティア世界のシステムエンジニア。母親は小柄で真っ赤な髪、胸はかなり大きい。2人共にエリスの兄姉ぐらいにしか見えない容姿をしている。
アルカーマツ
地球人類学の教授。地球を研究して100年の権威。もともと長寿のキャーティア人の中でも群を抜いた高齢者で、現在570周年期。
キャーティアが失った情熱を地球に感じ、それを体感するため銀行強盗を企てる物騒な老人だが、悪気は一切ない。どのようなことがあろうと「可能性の消去」である殺人だけは反対という主義の持ち主だが、最終的には「命でも金でも他者のものを勝手に奪っていいと言う道理など無い」という当たり前のことをようやく痛感し、事件後はあっさり本星に帰ったがまた来る気満々である。アリシアの祖父に似ているらしい。
アルリエル
地球人類学者。アルカーマツの元教え子。
交換留学生の選別テスト教員として派遣されるはずだったのだが、教授の策略に引っかかり無理やり交代させられた。入学当初はかなりの問題児だったのだが、2年後には学内クイーンにノミネートされるほどに成長した。学生時代は貧乳だったが、結婚前の夫が巨乳フェチだったので頑張ったらしい。かつてはキャーティア軍最強の強襲部隊「地獄のしっぽ」に所属しており、その中でも歴代エースという経歴を誇る。

#### ドギーシュア
ジェンス
声 - 堀江由衣 / 渡辺明乃
女軍人で、階級は中尉。軍人らしい攻撃的かつ直情的な性格。今までの人生が真っ直ぐ真面目すぎるゆえに、侮辱やからかいに耐性がない「打たれ弱いエリート」。
リュンヌ
ジェンスの妹で、同じく軍人。階級は「曹長」。垂れ耳。酒には弱かったりするが、地球のお菓子は大好物である。若くして三種族連合の「副官参謀試験」に一発で合格した天才児であり、ジェンスの後続として地球へ来た。姉と正反対な温厚な性格で争いを好まない性格。
大佐（たいさ）
本名は不明。元軍人の美女。東京下町の呉服屋の女将をしている。20年前バルンムウとの共同作戦で裏切られたのを機に、部下である「軍曹」と「大尉」と共に地球へ亡命する。ジェンスのような流浪者をよく匿っている。
大尉（たいい）
本名は不明。「大佐」の元部下で技術者。普段は東京下町の小料理屋の店長をしている。いちかに頼まれて本土でしか手に入らないオタクグッズを代わりに買ったりしている。

#### バルンムウ
ニルメア
「鳥の人」の少女で軍人。階級は准尉。後に少尉となる。ジェンスの後任として派遣された部隊長で、リュンヌの上官。バルンムウの政界の上院議員の父親を持つために、たいていの無理は通してしまうワガママ娘。天使のごとき容貌の持ち主だが、腹の黒さが透けて見えるほどに性格は悪い。

#### ガーヴル人
サヲリ
「狩り」を許されたばかりのガーヴル人。父親は地球人でアオイの父親、つまりアオイの異母妹にあたる。地球時間で10歳であるが、宇宙船の事故によるウラシマ効果で実年齢は16、7歳とアオイと同い年となっている。
ラウヴァ
サヲリの母親で、無敗を誇るガーヴル人。陣十郎に惚れ込み、戦いを挑んで勝利したため、配偶者として地球から連れ去った。

### その他のキャラクター
アウラ
嘉和家の飼い猫。スコティッシュフォールド。エリスを嘉和家に引き合わせた張本人であり、結果的にエリスの命の恩人に当たるため、アシストロイド達からは敬意を払われている。妙に哲学者的な面を持ち、放浪癖がある。「2」号の頭の上がお気に入り。騎央の母にだけは逆らえない。

## 用語

### 種族
キャーティア
猫の耳と尻尾が生えた宇宙人であり、エリス達の母星の種族の総称である。日本語とほぼ同じ言語や文字が母星語となっており、本来の表記ではそのまま「地球」になってしまうので、混乱を避けるために採用された呼称。精神的な面も日本人に近い。
住民は遺伝子的には猫から進化したため、猫舌やカナヅチ、一周期につき1回の発情期などの種族的特徴を持つ。男女比は1対30で圧倒的に女性の方が多いが、家族形態は一夫一妻。体重は同サイズの地球人の3分の2ほどしかない。7万年以上戦争も何もない安定した状況が続いて遺伝子的にも文化的にも行き詰まり感が強くなり、それを打開するために宇宙外交へ乗り出している。数世代前から徹底した遺伝子調整が行われて美形揃いとなっている上、老化も遅く平均寿命は200から300周期とかなり長寿。耳は地球人と同じ構造の「副耳」と頭の上にある猫と同じ「主耳」の2種類で合計4つ存在するが、主耳は鼓膜ではなく骨伝導方式で音を捉えている。原始的な猫の言葉がわかるらしく、コタツ好きであったりもする。
- キャーティアと地球の時間表記の違いは以下の通り。
  - 一周期 = 約1年 / 一中周期 = 約1か月 / 一短周期 = 約1日 / 一小周期 = 約1時間 / 一微少周期 = 約1分

ドギーシュア
通称「犬の人」。犬から進化した種族で、犬耳と尻尾を持った宇宙人である。キャーティアの鈴の代わりに首輪をしている。キャーティアのようなボディスーツ文化は無い。
かつてはキャーティアと敵対していたが、過去に「禁」を破り、オルソニア人によって新たな国交や母星からの外出を封じられてしまう（それは「大封鎖」と呼ばれ、宇宙航行に必要な船や施設がそれらの技術に関する記憶ごと種族全体から抹消されてしまった）。しかし、彼らの休眠期を利用してバルンムウ人と手を組み、裏でアメリカを操っている。軍人は決意を表明するために尻尾を切り落とす習慣がある。捕虜になることを最大の恥としており、「生きて虜囚の辱めを受けず」ですぐ自殺したがるので「犬」を捕虜にする軍は少ない。
バルンムウ
通称「鳥の人」。鳥類から進化したため、背中に天使のような翼を持った宇宙人である。
戦略国家で策略や謀略に長け、親しい者ほど卑劣な罠にかけて陥れるというような種族的特徴を持つ。「犬」より1000年以上前から地球の裏で暗躍している。
オルソニア人
肉体を持たない精神生命体にまで進化した種族で、別名「監視種族」。宇宙の均衡を維持する「銀河知性連盟」を組織している。
主な役割は、発展途上惑星への過度な干渉の監視。侵略を行ったら種族ごと全滅させてしまうなどかなりおっかないらしいが、意外と気さくな面があるらしく、キャーティアに地球のことを教えたのもオルソニア人である。通常の生物と異なるバイオリズムを持ち、定期的な休眠期がある。
ガーヴル人
爬虫類から進化した宇宙人で、外見上は大きな尻尾が最も特徴的。銃火器による攻撃すら簡単に防ぐことのできる強靭な肉体を持つ好戦的な戦闘種族。戦いが全てであるため、決闘に負けた場合は相手に素直に従う潔い一面もある。多種族の遺伝子を取り込んで自身を強化するため、さまざまな星で「狩り」と称して戦闘を行っている。
徹底した実力主義で、同族間の話し合いも三微小周期内でまとまらなければ、後は実力行使で決定する。

### テクノロジー

#### 地球の技術
剛柔型パワードスーツ
日本政府が作り上げた極秘兵器。
「犬」側から与えられた技術の一部を使っていて、基本機能は「犬」のパワードスーツと同じだが、「倍力」ではなく「補助」に特化しており、重い物を「支える」ことは出来るが「動かす」ことは出来ない。しかし、地球の技術を遥かに凌駕しており、現代兵器では歯が立たない。地球人の反乱を防ぐため、「犬の人」を攻撃しようとすると機能停止する不可視プログラムが組み込まれている。のちに、猫耳教団事件の際に入国管理局から奪取したパワードスーツを元にしてキャーティアの技術を使って「防御力場」などを加え、アオイ専用に改良されて生まれ変わった。
アンドローラ号
石油タンカー並みの大きさとイージス艦に匹敵する武装を併せ持ったアントニアの居住地のクルーザー。
超大国でさえ迂闊に手が出せない海上の要塞だったが、アシストロイドが大暴れした結果、あっけなく沈没した。
アンドローラII、アンドローラIII
同型のクルーザー。「II」は、より武装が強化されている。「III」は「I」と同等の装備があり、飛行甲板を持っている。
初期のアンドローラ号が沈んだあとの拠点となっている。

うにゃーくん
アントニアが自作した人間大の大きさのアシストロイド。「中に人は入っていない」らしい。
アントニアが正体を隠してエリスと遊ぶために作ったのだが、似ているのは外観だけで、いわゆる「着ぐるみ」である。重量が40kgあり、動きにくさと暑さで2時間でダウンしてしまう。おまけに極度の脱水症状まで引き起こすほどである。鍛え抜かれたメイド部隊でも4時間、摩耶でさえ5時間が限界という悪魔のスーツ。のちに「メイドへのお仕置き兵器」となっている。
「うにゃーくん改」、「うにゃーくんマークII」という後続もあり、見た目は同じだが、中身は簡易倍力システムやエアコンが組み込まれており、快適になっている。
うなーたん
屋外でアントニアを護衛するという目的で作られた装甲強化服。
敵を察知するセンサーや暗視装置に戦車砲も弾く防弾装甲に長時間使用するための冷却機構など、ほとんど兵器のような代物だが、見た目がアシストロイドなので迫力は無い。「うなーどの」という後継機もある。
うにゃーのすけ
モルフェノス財団が開発した大型のパワードスーツ。
アシストロイド専用であり3体まで乗ることができ、宇宙空間で動ける推進装置が付いている。

守礼皇5号（シュレイオーファイブ）
いちかが未完成のまま放置していたパーツを、改良を加えて完成させた兵器。
基本骨格にはモルフェノス財団が造ろうとしていた全長約40メートルの「巨大アシストロイド」を用い、「犬の人」といちかの技術を併せて完成させた。いちかの仙術により零子兵装も兼ね備えており、次元間攻撃に干渉することすら可能な超兵器となっている。見た目は「アシストロイド（通常型）」のため、最初は「うなーどの」という名前を付けようとしていたが、いちかが強引に改名した。沖縄サミット時代での「対テロ特殊チーム」編成時期に造られた1号は「戦闘機」、2号は「攻撃ヘリ」、3号は「潜水艦」、4号は「装甲戦闘車」である。

#### キャーティアの技術
アシストロイド
種状のナノレベル工作機械を使って土中の成分を抽出精製して作られるアシスタントアンドロイド。キャーティア人にとって家族であり、仲間であるロボット。喋る機能は無く、プラカードに文字を書いてコミュニケーションを取る。
アニメ版ではプラカードで対象を隠蔽する自主規制役として登場することがある。
通常型とカスタムバージョンがあり、通常型はすべて外見が同じな上にやたらと数が多いので番号で呼ばれることが多いが、カスタムタイプは外見も性格も個性化されている。通常型は5体以上を同時起動していると、妙な個性の個体が必ず出るように調整されているらしい。理由はアリやハチと同じで、集団行動における潤滑剤や意図的に邪魔者（オッドマン）を加えることで「思考の多様化」を生み出すのが目的。トラブルを起こす機体やエリスのように任務で必要だからと大量に起動した場合、通常は一定期間の稼働後に半分の数ないし一体に情報を統合・整理して「思慮深いアシストロイド」とする
武装はピコピコハンマー型の疑似反物質装置で、見た目は頼りないが一撃で戦車1台を消し去る。他にも無機物限定の簡易転送装置や原子変換炉の動力や自己修復能力などを持つ。壊れたら土に埋めて置くだけで修復されるが、修復が必要な3割以上の破壊は地球の科学力では核レベルのパワーが必要である。カスタムタイプはたまに自分で名前を付けることすらある。
ゆんふぁ
サングラスにトレンチコートがトレードマークの真奈美専用の射撃特化型アシストロイド。装備はデフォルメした銀玉鉄砲型の疑似反物質ランチャーとショットガン。
トリガーハッピーな性格で、粗大ごみを撃つのが趣味。暇な時はガンシューティングゲームで遊んでいる。
チバちゃん、錦ちゃん（ちばちゃん、きんちゃん）
アオイ専用の近接戦闘型のアシストロイド。サムライ風の姿をしている。眼帯をしたのが「チバちゃん」で、眼帯無しが「錦ちゃん」。装備はデフォルメされた日本刀型の超振動ブレード。
外見どおりに時代劇が好きで、暇さえあればテレビにかじりついている。趣味は試食コーナーの食べ歩き。実行不可能な命令を出されるとじゃんけんで負けたほうが切腹、勝ったほうが介錯をする。
6（ろく）
通常型アシストロイドで「変わり者」属性。優先命令者はエリスと騎央。
通常のプログラムでは「変なこと」「無意味なこと」と判断されること（例えば散歩）を好んで行う宿命を持つが、地球という特異な環境に身を置くためか同じ「変わり者」の中でも際立った特性を持ち、本来は敵である犬ロイドのマットレイとも交流関係を持っている。さらにアリシアとの「お茶会」と称する会合も続いており、後にカスタムタイプと同様の「食事をする」機能を追加された。
定やん（さだやん）
ハンチングと鼻眼鏡がトレードマークの騎央専用、丁稚型アシストロイド。交渉や隠密捜査が得意。装備は南部十四式をデフォルメした電撃銃。
金銭面に几帳面であり、許可をもらったお使いのお釣りやお年玉を真奈美のツテで作った口座に貯蓄し、拾ったパソコンでネット株に投資して密かに資産を作るほどである。吉本興業のファンで、わざとボケてはハンチングの裏に常備した「ツッコミ用」スリッパでどつかれるのが趣味。みたらし団子とりんごが好物。
とぉんきぃ
故障した地球のアイボを模した玩具を「定やん」が改造した専用ペットロボット。
キャーティアの技術が使われており、光学迷彩や振動音声検出装置などを持つ高性能ペットロボ。「定やん」の命令しか聞かない。

じぇっと・へいほん
護衛用アシストロイド。弁髪にカンフー服。
クリスマスプレゼントとしてエリスからアントニアに送られた。護衛用だけあってスペックの大半を戦闘に特化しておりやたらと強く、発射された弾丸を掴み取り制圧用アシストロイドですら一撃で沈黙させ、専用システムを積んだ通常型の「1」「2」「6」号でしか歯が立たない。戦闘時の基本は中国拳法である。あらゆる物事に興味を持つよう設定されている反面、一般常識が皆無でいわゆる「乱暴者」である。他のアシストロイドと違い扇子で会話をする。やたらと態度がでかく、あまり家事を手伝わない。外見どおりに中華料理が好みだが、アントニアと暮らしているわりには安物の味が好み。
すねいく
セルカ専用の警備型アシストロイド。アイパッチにマフラー、ベレー帽が特徴。ボディおよび服装はすべて黒色である。
最新型で、アシストロイド同士でもプラカードで会話する。セルカを「ボス」と呼び、ローアングルにこだわりがある。アシストロイド管理局の人間が大の苦手。
ラウリィ
声 - 茅原実里
第一世代型のアシストロイド。
現存するすべてのアシストロイド達の先祖であり、エリス達の持つ第六世代のアシストロイドにとっては「おばあちゃん」にあたる。当時は人間サイズでないと宇宙船の助手はできないと思われていたため、キャーティアの女性の姿をしている。主（あるじ）と共に知的生命体生息候補惑星の1つを探索するため地球に向けて旅立つも、ワープ装置が故障し異次元に閉じ込められてしまい、救出されるまでの800年以上の間に彼女を残して乗組員は全員死亡してしまった。残された彼女は主の悲願であった「地球で現地の歌を歌う」ことを叶えるために、1日だけ嘉和家に滞在する。その後、自ら延命処置を拒否し、その生涯を閉じることになる。
いごーる
アルカーマツ教授専用のアシストロイド。
第四世代型で、全長120cm、体重50kgとかなり大きい。本来は音声による会話が可能なのだが、現在は教授の脳とリンクして思考の肩代わりをしているために処理が追いつかず、教授が寝ている時以外はしゃべれない。彼の代で現在のアシストロイドシステムの基礎が完成し、その後の第五世代を改良したのが第六世代なため、エリス達のアシストロイドにとっては「叔父」にあたる。

鈴（すず）
キャーティアの象徴とも言えるアイテム。軍人・民間人を問わず首に携帯している。
民間人のものは不明だが、軍人等の上級士官の場合は万能携帯機となっており、地球にやって来た中ではクーネ、メルウィン、デュレルなどが所持している。空気中の分子を固定・練成して物質にしたり、物質を原子分解して収納したりすることができる。他にも単体での遺伝子操作すら可能となっている。エリス達下級士官のものは階級証と翻訳機能のみである。
ボディスーツ
肌に張り付くようなキャーティア共通の衣服。とても着心地が良いらしい。
自由自在に「解除」ができるため、家の中では靴の部分だけを消したり、暑い時は水着のように要所要所だけ隠した状態にもできる。簡易型のパワードスーツでもあり、隔壁程度なら素手で破壊できるが、発情期の際には不慮の事故を避けるために使えなくなる。
医療コミュニケーター
見た目は携帯電話のようなキャーティアの医療器械。かざすだけで診察や治療ができ、擦り傷から遺伝子治療まで可能である。
オルソニア人との取り決めで治療できるレベルが厳密に区別されており、地球人の中では大使館関係者以外には気安く使うことができない。
認識攪乱装置（にんしきかくらんそうち）
特定の人物の意識に干渉してその目的の対象をずらす効果を持つ。
キャーティアシップ
エリス達の母船。キャーティアの最新型の恒星間外交船である。
恒星間航行クラスの宇宙船は減速なしで重力圏に入ると船体を構成する物質が分子レベルで崩壊し、決して他所の星に迷惑をかけない設計になっている。キャーティア側の国交樹立外交継続条件のため、テロで故障し大気圏外に飛びたてなくなったフリをして地球にとどまる作戦だったのだが、本当に飛べなくなってしまい、燃料である結晶化セリオンが届くまでの半年間立ち往生状態になる。その後、当初の計画通り抽選で毎日1000名ほどの地球人を艦内見学させている。
ルーロス
声 - 野水伊織 / 金田朋子
エリスが乗って来たシャンパンゴールドな色をした一人乗りの小型宇宙船。単機で太陽系を飛び回ることが可能である。人工知能が搭載されていて、指示を出す際には熊だかネズミだかわからない生き物のホログラムが現れる。潜水も可能である。
ルーロス改
システムは一緒で10人以上搭乗が可能になっただけである。
キャーティアシップ地球衝突未遂事件の際、犬ロイドに破壊された後に生まれ変わる。
ルーロスミニ
三人乗りの空陸両用車。地上モードではちゃんと車輪で走る。
キャーティア護衛の時に乗っているアオイのバイクに感動したエリスがクーネに進言して貰った代物である。

定やんカー
アシストロイドサイズにデフォルメされた定やん専用のオート三輪。
動力にはキャーティアの技術が使われているが、エンジン音（しかもV8サウンド）を電気でわざと出したり、地球人から見てカートゥーンのように不条理極まりない数々の秘密兵器が搭載されていたりもする。
軌道エレベーター
クリスマスにキャーティアから地球へ「プレゼント」として送られた巨大なガラスの塔。わずか数時間で大気圏外に到達することができ、質量のほとんどが宇宙側にあるため、地球上のどこにでも設置することが出来るという優れものだが、キャーティア側ではすでに時代遅れな代物である。
贈呈の際、宛先を「地球の皆様へ」としてしまったため、所有権をめぐって戦争が勃発する危険が出てきてしまい、騎央のアイディアで国境線直下の場所から、アントニアが買収した嘉手納基地から北に数十キロ離れた土地へバレンタインデーの日に引越しさせた。その後、根元に建てられた「キャーティア大使館」の所有物となっており、外交が正式に樹立されれば地球に譲渡される予定である。
仔猫艦隊（こねこかんたい）
アシストロイドの運用する戦艦・空母・潜水艦による艦隊。どこかで見たような艦船をデフォルメしたような形状で、見た目は可愛らしい。
軌道エレベーターを守るためにキャーティア側が配備させた。地球の各国海軍の将兵にも人気がある。

#### ドギーシュアの技術
犬ロイド
「犬」の世界のアシストロイド。ややこしいので、文面上ではキャーティアのものと区別するために「犬ロイド」と表記される。
以前はキャーティアと同じく仲間であり家族であったが、オルソニア人による「大封鎖」以降は技術の遅れなどもともない、その扱いは道具と同等に成りつつある。
旧型である高級アシストロイドを「大佐」や「大尉」が所有している。
マットレイ
声 - 近藤浩徳 / 乃村健次
参謀型アシストロイド。ずんぐりしたボディで、首にマフラーのような気象情報センサー、口に見える放熱装置や笑い声に聞こえるエアインテイクの音などが特徴。
くろきち
「犬」の亡命者の旧型高級アシストロイドである。
「マットレイ」へ自身のデータを転送して情報収集活動を行っている。「軍曹」の所有。

剛柔型パワードスーツ
「犬」の世界のパワードスーツ。攻撃力・防御力共に優れた、敵を殲滅するための兵器。
キャーティアと違ってバッテリーに制限時間があったり弱点が丸出しだったりと、「犬」の技術の遅れが垣間見える。
ネフェルターガス
特殊指向性合成微粒子ガス。ほぼ「対キャーティア用」に作られたと言ってもよいほどの代物で、キャーティアの使用するセンサー類を撹乱させることができる。
タクティカルパワードアーマー（戦略型特殊強化外骨格）
レーザー砲やミサイルランチャーなどで武装された巨大な人型機械。外見はゴリラのような姿形をしている。粒子ビーム兵器付きの子機も多数存在する。
能動チャートシステム
「犬の人」が開発した未来予想演算システム。カオス理論による確率事象予測ではなく、該当する人間の心理や行動パターンを分析することで「その人間のやりそうな行動」を割り出すことにより未来予測を可能にするシステム。
しかし、実際には「8割予想して残りの2割は現場で調節」というかなり大雑把なものであり、「システムは完璧だからこそシステム」というキャーティアには合わない。

#### その他
零子（れいし）
宇宙に存在するエネルギーの一種。キャーティアでは理論上は存在するが実用法が確定されておらず、「犬の人」の間では存在そのものが否定されている。地球では道術士や魔法使いなどが術を使う際のエネルギーに使われている。
その威力は、時間への干渉や意識の空白を恣意的に生み出す結界や近距離空間転移などを可能にするほどである。しかし、使う本人もどうやって使っているのか自分でもわかっておらず、いちかのように長年の修行の成果の末なんとか数式で理解できるようになった者以外は想像力と気合で何とかしている。

### 組織・団体
嘉和家（かかずけ）
沖縄に本家を持つ騎央の親族の総称。代々「ユタ」の家系で沖縄の神霊を鎮める役割を果たしてきたが、第二次世界大戦の際に世界中へ離散。一族は軽く1000人はいるらしい。
入国管理局特別部（にゅうこくかんりきょくとくべつぶ）
日本政府にとって危険だと思われる不法入国者や不法滞在者を非合法工作員など使って「検挙」するための非公然組織。一般の「入国管理局」とは別にオフィスは渋谷にある。
ビューティフル・コンタクト
宇宙人との接触を美しいものにしようという組織。彼らにとって「美しい接触」というのは、「人の形をしていない」「言語が通じない」などといった、いわゆるハードSFのような出会いである。そのためならば手段も選ばず、SETI計画や防衛庁に破壊工作を仕掛けるなど様々な手を使う。
仔猫の足裏（こねこのあしうら）
アントニアが創設した準宗教組織。通称「猫耳教団」。内容は「猫の耳と尻尾のみを崇める」というもので、同系統の愛好家の起源は古代エジプトの猫神信仰まで遡れるとされている。基本が「可愛い者（物）が大好き」という信者で構成されているため、人種・性別・年齢を問わずキリスト教に並ぶ巨大集団となっている。
のちにエリスの説得により、エリスを御神体として崇めることをあきらめ、エリスのファンクラブとして方針転換する。
モルフェノスのメイド部隊
モルフェノス家に仕えるメイド達の総称。属するものはあらゆる面で超一流であり、家事全般はもちろん個人戦闘も全員が海兵隊レベルという世界屈指のプロフェッショナル集団。全員ミニスカメイドである。
守礼皇（シュレイオー）機関
いちかが沖縄サミット時代に編成した「対テロ特殊チーム」の機関。
いちか、瑞慶覧旅人、アロウ、虎鈴の4人で編成。サミット終了と共にチーム自体は解散している。

## 既刊一覧

### 小説
| 巻数 | サブタイトル                           | 初版第一刷発行日（発売日） | ISBN              |
| ---- | -------------------------------------- | -------------------------- | ----------------- |
| 1    |                                        | 2003年10月31日（10月25日） | 4-8401-0861-7     |
| 2    | 作戦名『うにゃーくん』                 | 2004年2月29日（2月25日）   | 4-8401-1035-2     |
| 3    | たのしいねこのつかいかた               | 2004年5月31日（5月25日）   | 4-8401-1090-5     |
| 4    | やめてとめてのうちゅうせん             | 2004年8月31日（8月25日）   | 4-8401-1135-9     |
| 5    | 仔猫たちのがくえんさい                 | 2004年11月30日（11月25日） | 4-8401-1174-X     |
| 6    | ぎゃくしうのビューティフル・コンタクト | 2005年4月30日（4月25日）   | 4-8401-1252-5     |
| 7    | とってもあついのキャーティアシップ     | 2005年8月31日（8月25日）   | 4-8401-1408-0     |
| 8    | バレンタインデーのおひっこし           | 2005年12月31日（12月22日） | 4-8401-1469-2     |
| 9    | ねことみんなのいろいろと               | 2006年9月30日（9月25日）   | 4-8401-1597-4     |
| 10   | わるいことしまし？                     | 2007年5月31日（5月25日）   | 978-4-8401-1844-6 |
| 11   | こねこたちのぎんこーごーとー           | 2008年5月31日（5月23日）   | 978-4-8401-2310-5 |
| 12   | 仔猫ただいましっそうちう               | 2009年3月31日（3月25日）   | 978-4-8401-2486-7 |
| 13   | おかーしゃんにあいましか？             | 2010年1月31日（1月25日）   | 978-4-8401-3161-2 |
| 14   | かみさまそこにおらりましか？           | 2010年7月31日（7月12日）   | 978-4-8401-3429-3 |
| 15   | あねうえとにかくけっこんしやう！       | 2012年3月31日（3月23日）   | 978-4-8401-4527-5 |
| 16   | あなたもここにいてほしー               | 2012年10月31日（10月25日） | 978-4-8401-4817-7 |
| 17   | こねことなつとへいこーせかい           | 2013年2月28日（2月25日）   | 978-4-8401-4994-5 |
| 18   | 〜こねこたちのびっぐ・じゃーにぃ〜     | 2013年12月31日（12月25日） | 978-4-0406-6160-5 |
| 19   | 〜とりのひとふたたび〜                 | 2014年12月31日（12月25日） | 978-4-04-067309-7 |
| 20   | 〜そしてこねこはあそびにいくよ？〜     | 2015年2月28日（2月25日）   | 978-4-04-067401-8 |

### 漫画
| 巻数 | 初版第一刷発行日（発売日） | ISBN              |
| ---- | -------------------------- | ----------------- |
| 1    | 2007年3月31日（3月23日）   | 978-4-8401-1692-3 |
| 2    | 2007年9月30日（9月22日）   | 978-4-8401-1954-2 |
| 3    | 2008年4月30日（4月23日）   | 978-4-8401-2220-7 |
| 4    | 2008年11月30日（11月22日） | 978-4-8401-2294-8 |
| 5    | 2009年3月31日（3月23日）   | 978-4-8401-2544-4 |
| 6    | 2010年1月31日（1月23日）   | 978-4-8401-2972-5 |
| 7    | 2010年6月30日（3月23日）   | 978-4-8401-3337-1 |
| 8    | （2011年2月23日）          | 978-4-8401-3754-6 |
| 9    | （2013年12月21日）         | 978-4-0406-6147-6 |
| 10   | （2014年8月23日）          | 978-4-0406-6831-4 |

### 関連書籍
- 『神曲奏界ポリフォニカ ぱれっと』2007年8月31日初版第一刷発行（8月10日発売[41]）、ISBN 978-4-7973-4299-4
  - 浅井ラボ、あざの耕平、神野オキナ、三田誠の4名によるスピンオフアンソロジー。作品内の短編『ワイルドウェスト・いえろー』にて、「アントニア」「へいほん」「ろく」が登場する。
- 『あそびにいくヨ！ illustrations 放電映像 art works』2009年3月31日初版第一刷発行（3月19日発売[42]）、ISBN 978-4-8401-2736-3
  - 放電映像によるイラスト集。小説の第9巻におけるモノクロ挿絵が修正された形で掲載されている。

## ドラマCD
CDの各巻は原作の各巻と対応していて、第4巻までジェネオンエンタテインメントから発売。
| 巻数 | サブタイトル               | 発売日        | GNCA      |
| ---- | -------------------------- | ------------- | --------- |
| 1    |                            | 2006年2月22日 | GNCA-1071 |
| 2    | 作戦名『うにゃーくん』     | 2006年4月26日 | GNCA-1072 |
| 3    | たのしいねこのつかいかた   | 2006年7月5日  | GNCA-1073 |
| 4    | やめてとめてのうちゅうせん | 2007年8月24日 | GNCA-1074 |

テーマソング
- 歌 - エリス（川澄綾子）
  1. 「あそびにいくヨ!〜ねこみみWARRRRRRRP!!〜」
  2. 「あそびにいくヨ!〜ねこみみWARRRRRRRP!!〜」【LIVE ver.】
  3. 「うーにゃんマンボ」
  4. 「うーにゃんマンボ」（すぺーすMIX）

## ゲーム
| タイトル                                             | 発売日        | 機種          | ジャンル                 |
| ---------------------------------------------------- | ------------- | ------------- | ------------------------ |
| あそびにいくヨ! 〜ちきゅうぴんちのこんやくせんげん〜 | 2006年7月27日 | PlayStation 2 | 恋愛アドベンチャーゲーム |

概要
ストーリーはオリジナル。メインキャストや主題歌はすでに発売されていたドラマCD版と同じだが、声は攻略対象の女性キャラにしか付いていない。限定版には「エリスのおはよう3点セット」ネコ耳・しっぽ、枕カバー、目覚まし時計が特典付録として付いていた。CERO：B（12才以上対象）。
発売
アイディアファクトリー
ゲーム版オリジナルキャラクター
- フェイ（キャーティア） - 佐藤利奈
- ガリーリン（虎の人）
- シャロン（虎の人）
- コネリー（アシストロイド）
- むーあ（アシストロイド）

評価
ファミ通の40点満点のクロスレビューでは25点だった。

## テレビアニメ
2009年3月にアニメ企画進行中であることが、同年12月にテレビアニメ化がそれぞれ発表され、2010年7月から9月まで毎日放送・独立UHF局ほかにて放送された。ナレーションは高垣彩陽。

### オープニングナレーション
第3話から第8話と第10話から第12話のオープニングナレーションは有名海外テレビドラマのオープニングナレーションのパロディとなっており、ナレーション映像は本編映像を編集して利用している。9話はキャプテン・フューチャー(アニメ)より、ナレーション直後の謎の曲はその挿入歌である「おいらは淋しいスペースマン」
| 話数 | 元ネタ作品                                         |
| ---- | -------------------------------------------------- |
| 2    | 謎の円盤UFO（BGMのみ）                             |
| 3    | 宇宙大作戦（スタートレック）                       |
| 4    | 新スタートレック（Star Trek: The Next Generation） |
| 5    | スパイ大作戦                                       |
| 6    | チャーリーズ・エンジェル                           |
| 7    | 奥様は魔女                                         |
| 8    | 刑事スタスキー&ハッチ                              |
| 9    | キャプテン・フューチャー(アニメ)                   |
| 10   | 謎の円盤UFO                                        |
| 11   | 宇宙船レッド・ドワーフ号                           |
| 12   | UFO時代のときめき飛行 アメリカン・ヒーロー         |

### スタッフ
- 原作 - 神野オキナ（メディアファクトリー MF文庫J）[56]
- キャラクター原案 - 放電映像[56]
- 企画 - 福場一義[4]、三浦亨[4]、三坂泰二[4]、武智恒雄[4]、伊藤善之[4]、中村直樹[4]
- 監督 - 植田洋一[56]
- 助監督 - 鈴木薫[4]
- シリーズ構成・脚本 - 高山カツヒコ[56]
- キャラクターデザイン・総作画監督 - 森島範子[56]
- メインアニメーター - 山岸正和[4]
- メカデザイン - 鷲尾直広[4]
- プロップデザイン - 川口理恵[4]
- ビークルデザイン - 水村良男
- アシストロイド文字デザイン - 渡邉元子
- 美術監督 - 加藤浩[注 7]
- 色彩設計 - 岩沢れい子[4]
- コンポジットディレクター（撮影監督） - 今泉秀樹[4]
- 編集 - 櫻井崇[4]
- 音楽 - 菊谷知樹[57]
- 音響監督 - 鶴岡陽太[4]
- 取材協力 - エイアンドダブリュ沖縄、オリオンビール、瑞泉酒造、クラフトギャラリー城、ナップルタクシー
- 特別協力 - フロム沖縄推進機構
- プロデューサー - 高畑裕一郎[4]、黄樹弐悠[4]、栗田晃宏[4]、福田順[4]、関根陽一[4]
- アニメーションプロデューサー - 先川幸矢[4]
- アニメーション制作 - AIC PLUS+[56]
- 製作 - キャーティア大使館[4]（ポニーキャニオン[4]、AIC[4]、メディアファクトリー[4]、クロックワークス[4]、ランティス[4]、AT-X[4]）

### 主題歌
オープニングテーマ
「Now loading...SKY!!」
作詞 - 畑亜貴 / 作曲・編曲 - 虹音 / 歌 - スフィア
- オープニングとしては第3話から。第2話ではエンディングテーマとして使用された。

エンディングテーマ
「心の窓辺にて」（第1話、第5話、第8話）
作詞・作曲 - rino / 編曲 - 虹音 / 歌 - 双葉アオイ（花澤香菜）
「想い出がジャマをする」（第3話、第6話、第10話）
作詞 - rino / 作曲 - 中村ユウ / 編曲 - 岩田雅之 / 歌 - 金武城真奈美（戸松遥）
「Happy Sunshine」（第4話、第7話、第11話）
作詞・作曲 - rino / 編曲 - 中西亮輔 / 歌 - エリス（伊藤かな恵）
「おいらは淋しいスペースマン」（第9話）
作詞 - 野田昌宏 / 作曲 - 大野雄二 / 編曲 - 菊谷知樹 / 歌 - ラウリィ（茅原実里）
- NHKアニメ「キャプテン・フューチャー」挿入歌（オリジナル歌唱はヒデ夕樹）。第9話の挿入歌としても使用。

「スマイル☆ピース」（第12話）
作詞・作曲 - rino / 編曲 - 戸田章世 / 歌 - エリス（伊藤かな恵）、金武城真奈美（戸松遥）、双葉アオイ（花澤香菜）

### 各話リスト
サブタイトルはや行の小文字が抜けているなど原作に近いものが多い。
| 話数 | サブタイトル                         | 絵コンテ     | 演出         | 作画監督                                                 |
| ---- | ------------------------------------ | ------------ | ------------ | -------------------------------------------------------- |
| 1    | ちきうにおちてきたねこ               | 植田洋一     | 植田洋一     | 森島範子、山岸正和                                       |
| 2    | あそびきにました                     | 植田洋一     | 鈴木薫       | まさひろ山根                                             |
| 3    | とまりきにました                     | 川口理恵     | 木村隆一     | 木村貴宏                                                 |
| 4    | さらいきにました                     | 東出太       | 佐々木奈々子 | 古川英樹                                                 |
| 5    | たすけきにました                     | 高林久弥     | 高林久弥     | 門智昭                                                   |
| 6    | れんしうしました                     | 西本由紀夫   | 西本由紀夫   | 沈宏                                                     |
| 7    | およぎきにました                     | 柳瀬雄之     | 柳瀬雄之     | 杉本光司                                                 |
| 8    | けっとうしました                     | 木村隆一     | 木村隆一     | 石野聡、古川英樹                                         |
| 9    | いだいなるさいしょのあしすとろいど？ | 川口理恵     | 鈴木薫       | 川口理恵                                                 |
| 10   | ねらいきにました                     | 喜多谷充     | 安藤貴史     | 窪田康高                                                 |
| 11   | さがしきにました                     | 佐々木奈々子 | 佐々木奈々子 | 杉本光司                                                 |
| 12   | みつけきにました                     | 山口直樹     | 植田洋一     | 山岸正和、川口理恵 佐光幸恵、杉本光司 古川英樹、森島範子 |

### 放送局
| 放送地域   | 放送局       | 放送期間                | 放送日時           | 放送系列       | 備考                            |
| ---------- | ------------ | ----------------------- | ------------------ | -------------- | ------------------------------- |
| 近畿広域圏 | 毎日放送     | 2010年7月10日 - 9月25日 | 土曜 25:58 - 26:28 | TBS系列        | アニメシャワー第1部             |
| 神奈川県   | tvk          | 2010年7月10日 - 9月25日 | 土曜 26:15 - 26:45 | 独立UHF局      |                                 |
| 埼玉県     | テレ玉       | 2010年7月12日 - 9月27日 | 月曜 25:30 - 26:00 | 独立UHF局      |                                 |
| 愛知県     | テレビ愛知   | 2010年7月12日 - 9月27日 | 月曜 25:58 - 26:28 | テレビ東京系列 |                                 |
| 日本全域   | AT-X         | 2010年7月13日 - 9月28日 | 火曜 11:30 - 12:00 | CS放送         | 製作委員会参加 リピート放送あり |
| 千葉県     | チバテレビ   | 2010年7月14日 - 9月29日 | 水曜 26:00 - 26:30 | 独立UHF局      |                                 |
| 沖縄県     | 琉球朝日放送 | 2010年8月6日 - 11月12日 | 金曜 25:15 - 25:45 | テレビ朝日系列 |                                 |

### DVD / Blu-ray Disc
ポニーキャニオンから発売された。
| タイトル・巻数                                                     | 発売日         | 収録話     | 初回限定版特典 |
| ------------------------------------------------------------------ | -------------- | ---------- | --- |
| あそびにいくヨ! contact：1                                         | 2010年9月15日  | 1、2       | - 神野オキナ書き下ろしショートノベルズ収録の特製ブックレット - 放電映像描き下ろしハーフBOX                                                               |
| あそびにいくヨ! contact：2                                         | 2010年10月20日 | 3、4       | - 「イロイロ♡使えるあそびにいくヨ! レジャーシート」 - 神野オキナ書き下ろしショートノベルズ収録の特製ブックレット                                         |
| あそびにいくヨ! contact：3                                         | 2010年11月16日 | 5、6       | |
| あそびにいくヨ! contact：4                                         | 2010年12月24日 | 7、8       | |
| あそびにいくヨ! contact：5                                         | 2011年1月19日  | 9、10      | |
| あそびにいくヨ! contact：6                                         | 2011年2月16日  | 11、12     | - 放電映像描き下ろしハーフBOX - 神野オキナ書き下ろしショートノベルズ収録の特製ブックレット - 森島範子描き下ろしジャケット - ポラロイド風ジャケットカード |
| あそびにいくヨ! ぶるーれいぼっくすであそびきにました!! Blu-ray BOX | 2013年2月20日  | 1〜12、OVA | - 西E田描き下ろしBOX - 森島範子描き下ろしジャケット - 神野オキナ描き下ろし各話解説掲載の特製ブックレット                                                 |

### 関連CD

#### サウンドトラック
2010年9月22日にGloryHeavenから『TVアニメ「あそびにいくヨ!」オリジナルサウンドトラック』として発売された。音楽は菊谷知樹が担当している。
ボーナストラックとして、ラウリィ役の茅原実里が歌う同アニメ第9話挿入歌「おいらは淋しいスペースマン」が収録されている。この曲は1978年から1979年にかけて放送されたテレビアニメ『キャプテン・フューチャー』の華麗なる太陽系レース編エンディングテーマのカバー曲である。
収録曲
| #         | タイトル                                                 | 作詞  | 作曲・編曲 | 時間 |
| --------- | -------------------------------------------------------- | ----- | ---------- | ---- |
| 1.        | 「ちゅら海の奏」                                         |       |            | 1:01 |
| 2.        | 「あそびきにました!」                                    |       |            | 2:39 |
| 3.        | 「エリスのテーマ」                                       |       |            | 1:43 |
| 4.        | 「ゴロゴロしましょ♡」                                    |       |            | 1:07 |
| 5.        | 「海と太陽とサングラス」                                 |       |            | 1:40 |
| 6.        | 「真奈美のテーマ」                                       |       |            | 1:45 |
| 7.        | 「ご、誤解ですぅ」                                       |       |            | 1:21 |
| 8.        | 「実像と虚像と」                                         |       |            | 1:42 |
| 9.        | 「悪運紅葉」                                             |       |            | 1:23 |
| 10.       | 「迷い」                                                 |       |            | 1:24 |
| 11.       | 「アオイのテーマ」                                       |       |            | 1:33 |
| 12.       | 「宝物のような想い出」                                   |       |            | 1:26 |
| 13.       | 「コバルトブルーの海」                                   |       |            | 1:20 |
| 14.       | 「アシストロイドのテーマ」                               |       |            | 1:09 |
| 15.       | 「ルーロスのテーマ」                                     |       |            | 1:44 |
| 16.       | 「キャーティア奇跡のテクノロジー」                       |       |            | 1:40 |
| 17.       | 「猫耳教団のテーマ」                                     |       |            | 1:10 |
| 18.       | 「猫耳の福音」                                           |       |            | 1:16 |
| 19.       | 「ご神体を取り戻せ」                                     |       |            | 4:18 |
| 20.       | 「情報戦」                                               |       |            | 1:36 |
| 21.       | 「忍び寄る影」                                           |       |            | 2:04 |
| 22.       | 「DIAファイル」                                          |       |            | 1:39 |
| 23.       | 「戦闘準備」                                             |       |            | 1:44 |
| 24.       | 「秘密結社・ビューティフルコンタクトのテーマ」           |       |            | 1:40 |
| 25.       | 「荘厳なる行進」                                         |       |            | 1:35 |
| 26.       | 「結界」                                                 |       |            | 1:31 |
| 27.       | 「奪還せよ!」                                            |       |            | 1:12 |
| 28.       | 「追撃を振り切って」                                     |       |            | 1:26 |
| 29.       | 「chase! chase! chase!」                                 |       |            | 1:36 |
| 30.       | 「攻防」                                                 |       |            | 1:25 |
| 31.       | 「決死の作戦」                                           |       |            | 1:25 |
| 32.       | 「激突!」                                                |       |            | 1:37 |
| 33.       | 「マタタビくらくらHappy♪」                               |       |            | 1:37 |
| 34.       | 「肉球のワルツ」                                         |       |            | 1:21 |
| 35.       | 「繁殖しましょ?」                                        |       |            | 2:12 |
| 36.       | 「サヨナラ発情期」                                       |       |            | 1:33 |
| 37.       | 「優しい彼」                                             |       |            | 2:07 |
| 38.       | 「騎央のテーマ」                                         |       |            | 1:23 |
| 39.       | 「伝えたい気持ちは一つなのに」                           |       |            | 1:40 |
| 40.       | 「君の背中は遠く」                                       |       |            | 1:38 |
| 41.       | 「沖縄の風に吹かれて」                                   |       |            | 2:16 |
| 42.       | 「次回予告!!」                                           |       |            | 1:11 |
| 43.       | 「おいらは淋しいスペースマン」(歌：ラウリィ（茅原実里）) |       |            | 3:32 |
| 合計時間: | 合計時間:                                                | 72:17 |            |      |

#### オープニングテーマ
- Now loading...SKY!!（2010年7月28日、GloryHeaven、LASM-34060/61、4060）

#### キャラクターソング
アニメのエンディングテーマとして使用された3曲は、2010年8月11日にそれぞれシングルとしてGloryHeavenから発売された。「Happy Sunshine」がエリス（伊藤かな恵）、「心の窓辺にて」が双葉アオイ（花澤香菜）、「想い出がジャマをする」が金武城真奈美（戸松遥）の名義で発表したキャラクターソングとなっている。
オリコンチャートの週間売上ランキングでは「Happy Sunshine」が73位、「心の窓辺にて」が66位、「想い出がジャマをする」が70位を記録した。
リリース一覧
収録曲
1. Happy Sunshine [3分13秒]
作詞・作曲：rino、編曲：中西亮輔
2. wonderfulな世界 [3分22秒]
作詞：rino、作曲・編曲：江並哲志
3. Happy Sunshine （off vocal）
4. wonderfulな世界 （off vocal）

収録曲
1. 心の窓辺にて [4分34秒]
作詞・作曲：rino、編曲：虹音
2. 君色*コンプリート [3分54秒]
作詞：rino、作曲：高坂昌至、編曲：森谷敏紀
3. 心の窓辺にて （off vocal）
4. 君色*コンプリート （off vocal）

収録曲
1. 想い出がジャマをする [3分34秒]
作詞：rino、作曲：中村ユウ、編曲：岩田雅之
2. 君にOver Drive [3分32秒]
作詞：rino、作曲・編曲：山田高弘
3. 想い出がジャマをする （off vocal）
4. 君にOver Drive （off vocal）

#### ドラマCD
TVアニメ「あそびにいくヨ!」ドラマ+キャラソンCD 〜きもめだししました〜（2010年9月8日、GloryHeaven、LASA-5057）
キャスト
- エリス：伊藤かな恵
- 双葉アオイ：花澤香菜
- 金武城真奈美：戸松遥
- 糸嘉洲マキ：平田宏美
- ナレーション・いちか：高垣彩陽

収録曲
| #         | タイトル                                                                                  | 作詞  | 作曲・編曲 | 時間 |
| --------- | ----------------------------------------------------------------------------------------- | ----- | ---------- | ---- |
| 1.        | 「こわいおはなし。」                                                                      |       |            | 9:54 |
| 2.        | 「おふろでぷるるん♡」                                                                     |       |            | 6:02 |
| 3.        | 「いちらく☆ぱーと・わん」                                                                 |       |            | 1:13 |
| 4.        | 「からおけしましょ♪」                                                                     |       |            | 5:46 |
| 5.        | 「わかさとおべんとう。」                                                                  |       |            | 3:19 |
| 6.        | 「いちらく☆ぱーと・つー」                                                                 |       |            | 1:13 |
| 7.        | 「きもだめしでどっきり!」                                                                 |       |            | 6:17 |
| 8.        | 「あったかいせなか。」                                                                    |       |            | 4:57 |
| 9.        | 「ついにはっけん!?」                                                                      |       |            | 3:04 |
| 10.       | 「あのこはだあれ？」                                                                      |       |            | 3:05 |
| 11.       | 「スマイル☆ピース」(エリス（伊藤かな恵）、双葉アオイ（花澤香菜）、金武城真奈美（戸松遥）) |       |            | 4:06 |
| 合計時間: | 合計時間:                                                                                 | 48:52 |            |      |

## OVA
あそびにいくヨ!OVAすぺしゃる『おーぶいえーであそびにきました!!』
テレビ未放送完全新作OVA。
2011年1月にOVAの発売が発表された。2011年6月15日発売。
エリスたちは、地球の文化風俗の調査のために、脱衣麻雀、脱衣ポーカー、脱衣チェス、7並べ、駄洒落縛りのダウト、NAHAPOLY、Tracker、野球拳などの遊びをすることに。

### スタッフ（OVA）
- 原作 - 神野オキナ[8]
- キャラクター原案 - 放電映像[8]
- 監督 - 植田洋一[8]
- 助監督 - 鈴木薫[8]
- シリーズ構成・脚本 - 高山カツヒコ[8]
- キャラクターデザイン・総作画監督 - 森島範子[8]
- メインアニメーター - 山岸正和[8]
- メカデザイン - 鷲尾直広[8]
- プロップデザイン - 川口理恵[8]
- ビークルデザイン - 水村良男
- 美術監督 - 加藤浩
- 色彩設計 - 岩沢れい子[8]
- 3DCGディレクター - 渡部哲也
- コンポジットディレクター - 今泉秀樹[8]
- 編集 - 櫻井崇[8]
- 音響監督 - 鶴岡陽太[8]
- 音楽 - 菊谷知樹[8]
- 音楽制作 - ランティス[8]
- プロデューサー - 高畑裕一郎[8]、黄樹弐悠[8]、栗田晃宏[8]、福田順[8]、関根陽一[8]
- アニメーションプロデューサー - 先川幸矢[8]
- アニメーション制作 - AIC PLUS+[8]
- 製作 - キャーティア大使館[8]（ポニーキャニオン[8]、AIC[8]、メディアファクトリー[8]、クロックワークス[8]、ランティス[8]、AT-X[8]）

|     | サブタイトル   | 絵コンテ | 演出   | 作画監督                              |
| --- | -------------- | -------- | ------ | ------------------------------------- |
| OVA | あそびにおいで | 松園公   | 鈴木薫 | 森島範子、渡邉元子 石丸賢一、川口理恵 |

### 主題歌（OVA）
オープニングテーマ「Now loading...SKY!!」
作詞 - 畑亜貴 / 作曲・編曲 - 虹音 / 歌 - スフィア
エンディングテーマ「スマイル☆ピース」
作詞・作曲 - rino / 編曲 - 戸田章世 / 歌 - エリス（伊藤かな恵）、金武城 真奈美（戸松遥）、双葉アオイ（花澤香菜）